# Realismo mágico

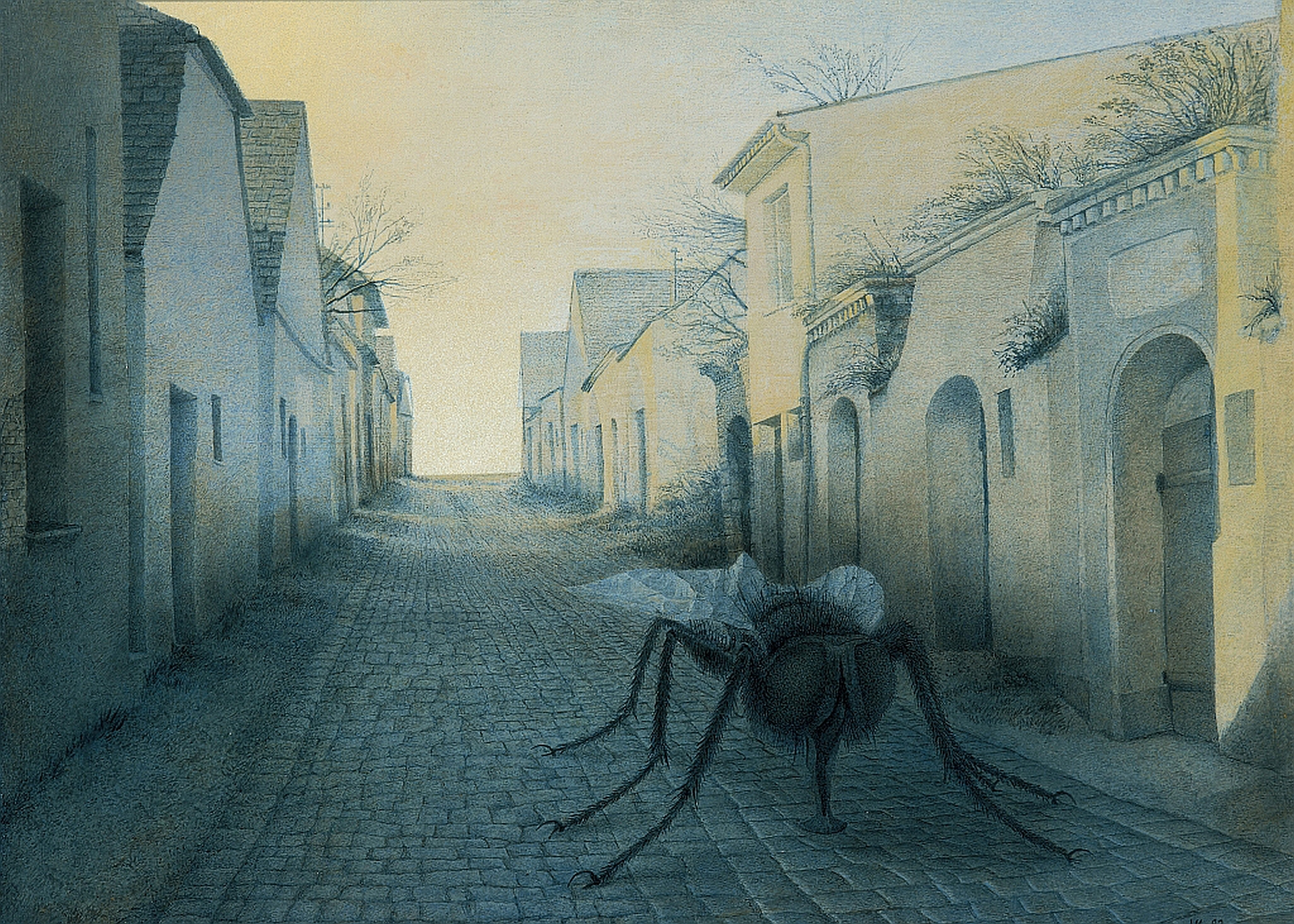
"Uma mosca doméstica gigante em um beco no porão. As pessoas desapareceram - elas estão se escondendo. O que aconteceu?"

O realismo mágico é uma  corrente artística, pictórica e literária da primeira metade do século XX. Também é conhecida como realismo fantástico ou real maravilhoso, sendo este último nome utilizado principalmente em castelhano. É considerada a resposta latino-americana à literatura fantástica europeia. A origem desse termo e seu escopo, entretanto, são muito mais gerais e têm sido usados para qualificar uma grande variedade de romances, poemas, pinturas e obras cinematográficas. Além disso, o realismo mágico conhece diversas variações e pode caracterizar vários estilos, estéticas, gêneros, correntes e movimentos na Ásia , Europa ou América.
O realismo mágico se desenvolveu fortemente nas décadas de 1960 e 1970, como produto de duas visões que conviviam na América hispânica e também no Brasil: a cultura da tecnologia e a cultura da superstição. Surgiu também como forma de reação, através da palavra, contra os regimes ditatoriais deste período. Dessa forma, mantem o elo com o realismo, nomeadamente levando em conta o contexto histórico, geográfico, étnico, social ou cultural.
Geralmente, ele busca forjar laços estreitos entre correntes geralmente opostas como o naturalismo, o maravilhoso e o fantástico para pintar uma realidade reconhecível, transfigurada pelo imaginário e na qual o racionalismo é rejeitado. Porém, não existe uma definição rigorosa e sua aplicação depende da abordagem intelectual e estilística do escritor ou do artista que a utiliza. O termo "Realismo Fantástico" ou "Realismo Mágico" surgiu no início do século XX, ligado à pintura alemã.
Entre os grandes autores do realismo mágico devemos citar o guatemalteco Miguel Ángel Asturias (Prêmio Nobel de Literatura em 1967), os mexicanos Carlos Fuentes e Juan Rulfo, os argentinos Adolfo Bioy Casares e Julio Cortázar, o boliviano Jaime Sáenz, os peruanos José María Arguedas e Manuel Scorza. No Brasil, Jorge Amado também pode estar relacionado, em alguns aspectos de sua obra, como seu tratamento em seus romances à sincrética das religiões afro-brasileiras; e, finalmente, podemos associar emblematicamente a ela o colombiano Gabriel García Márquez, Prêmio Nobel de Literatura em 1982, cujo romance Cem anos de solidão, publicado em 1967, é frequentemente citado como o modelo perfeito desse tipo de história.

## Principais autores
Muitos consideram o venezuelano Arturo Uslar Pietri o pai do realismo mágico, mas os autores vêm de muitos países:
- Gabriel García Márquez, que ganhou o Prêmio Nobel de Literatura em 1982, é colombiano.
- Alejo Carpentier é cubano.
- Isabel Allende nasceu no Peru, mas possui ascendência chilena.
- Manuel Scorza, que descreve em suas cinco novelas as lutas do campesinato dos Andes Centrais, é peruano.[nota 1]
- Julio Cortázar e Jorge Luis Borges são argentinos.
- Murilo Rubião, José J. Veiga, Luís Bustamante, Aguinaldo Silva e Dias Gomes são brasileiros.

Alejo Carpentier, no prólogo de Reino deste Mundo, enquadra sua obra no conceito de realismo maravilhoso, o qual o autor define como semelhante (sem ser idêntico) ao conceito de realismo mágico, característico da obra de Gabriel García Márquez.
Este conceito pode ser definido como a preocupação estilística e o interesse em mostrar o irreal ou estranho como algo cotidiano e comum. Não é uma expressão literária mágica: sua finalidade é melhor expressar as emoções a partir de uma atitude específica frente à realidade. Uma das obras mais representativas deste estilo é Cem Anos de Solidão, de Gabriel García Márquez.

## Características do realismo mágico
Os seguintes aspectos estão presentes em muitas histórias do realismo mágico, mas não em todas. Do mesmo modo, obras pertencentes a outras escolas podem apresentar algumas características dentre aquelas aqui listadas:
- Conteúdo de elementos mágicos ou fantásticos percebidos como parte da "normalidade" pelos personagens;
- Presença de elementos mágicos algumas vezes intuitivos, mas nunca explicados;
- Presença do sensorial como parte da percepção da realidade;
- Realidade dos acontecimentos fantásticos, embora alguns não tenham explicação ou sejam improváveis de acontecer;
- Percepção do tempo como cíclico ao invés de linear, seguindo tradições dissociadas da racionalidade moderna;
- Distorção do tempo para que o presente se repita ou se pareça com o passado;
- Transformação do comum e do cotidiano em uma vivência que inclui experiências sobrenaturais ou fantásticas;
- Preocupação estilística, partícipe de uma visão estética da vida que não exclui a experiência do real.